# Лейф Уве Андснес
Лейф Уве Андснес (нор. Leif Ove Andsnes) е норвежки пианист.
Роден е на 7 април 1970 г. в Кармьой, Норвегия. Известен е с виртуозните изпълнения на произведенията на Едвард Григ, Сергей Рахманинов, както и на Бах, Моцарт, Бетовен, Шопен, Лист и редица други композитори.

## Биография
Лейф Уве Андснес е роден на 7 април 1970 г. в Кармьой, Норвегия. Учи при известния чешки и норвежки педагог Иржи Хлинка. Завършва консерваторията в Берген (сега Академия Григ). Дебютът му в Осло е през 1987 г.
През 1989 г. свири на Единбургския фестивал с Филхармонията на Осло.
Дебютира в САЩ на 4 март 1989 г. с концерт в Ню Йорк, а след това и с концерти във Вашингтон и Канада. През 1990 г. е оркестровият му дебют в САЩ с Кливландския симфоничен оркестър под диригентството на Нееме Ярви.
През май 1991 г. Андснес изнася Шопенова вечер по време на Международния фестивал в Берген, а през юли същата година изнася концерт с Филхармонията на Лос Анджелис в прочутия амфитеатър Холивуд Боул край Холивуд.
През 1992 г. свири с Берлинската филхармония и за пръв път участва в Променадните концерти на БиБиСи с концерт в Роял Албърт Хол.
През 1993 г. завладява Япония с Филхармонията на Берген, а на 12 юни същата година изпълнява (на 150-годишнината от рождението на Григ) концерта за пиано на Григ на Международния фестивал в Берген. През сезона 1993/1994 г. Андснес има турнета в Европа и САЩ с Третия концерт за пиано на Рахманинов. През март 1994 г. се връща в Япония за серия от солови рецитали и концерти с Лосанджелиската филхармония, под диригентството на Еса-Пека Салонен. През лятото има дебют в Австралия с оркестъра ABC (сега се нарича Западно австралийски симфоничен оркестър – WASO). През май 1995 г. посещава Япония за трети път с Японската филхармония и Нееме Ярви на пулта. Андснес свири в Променадните концерти на Би Би Си за втори път, сега с оркестър Филхармония, ръководен от Леонард Слаткин. През ноември предприема голямо турне в Германия и Австрия с Датския радио-симфоничен оркестър, дирижиран от Улф Ширмер.
През 1996 Андснес дебютира в Париж и прави четвъртото пътуване до Япония – този път с Филхармонията на Осло. През март 1996 г. има многобройни рецитали в Европа и свири Третия концерт за пиано на Рахманинов с Би Би Си Националния оркестър на Уелс с диригент Тадааки Отака. Андснес дебютира с Нюйоркската филхармония през 1997 г. Има европейско турне през 1998 г. с Детройтския симфоничен оркестър.
През март 1999 г. изнася концерт с голям успех в легендарната зала Карнеги хол в Ню Йорк. През януари/февруари 2002 Андснес изнася серия от концерти с Нюйоркската филхармония, както и концерти в САЩ от изток на запад с цигуларя Кристиан Тецлаф. През юни отново е солист с концерта на Григ в Международния фестивал в Берген. Същият концерт Андснес изпълнява и на Последната вечер на Променадните концерти на Би Би Си на 14 септември 2002 г.
На 20 март 2005 е дебютът му в Москва с Концерт за пиано на Григ и Втория концерт за пиано на Рахманинов. Същата година Андснес участва в Променадните концерти на Би Би Си със световната премиера на Концерт за пиано на Марк-Андре Далбави.
На 4 септември 2007 г. Лейф Уве Андснес отбелязва 100 години от смъртта на Едвард Григ с концерт на планински връх в Норвегия, където изпълнява Балада в сол минор Op. 24, която Григ никога не изпълнява сам пред публика. Роялът е транспортиран с хеликоптер и концертът е записан от телевизионен екип.
Андснес продължава концертната си дейност с концерти в много страни на Европа, също в Северна и Южна Америка и Азия.
През 2012 г. той отбелязва 25-годишнината от началото на концертната си дейност с рецитали в Европа и с проекта „Пътешествие с Бетовен“. Този амбициозен проект предвижда записи на петте концерта за пиано на Лудвиг ван Бетовен с Камерен оркестър „Малер“ на живо в концерти с публика. Първият компактдиск на „Сони класикал“ с концертите № 1 и № 3 излиза на 17 септември 2012 г. Същевременно, заедно с излизането на записите, Андснес изпълнява концертите на Бетовен в редица турнета в САЩ, Европа и Япония. Кулминацията на този проект е в 2014 г., когато ще излезе последният запис, със световно турне с концертите за пиано на Бетовен и други негови произведения за пиано.
Лейф Уве Андснес е също именит камерен музикант. Той съдейства за откриването на Фестивал на камерната музика в Рисьор през 1991 г. и е негов артистичен директор до 2010 г.
От 2006 г. той е професор в Кралската датска консерватория в Копенхаген, а от 2007 г. – професор в Норвежката музикална академия – Осло.
На 29 ноември 2017 г. радиостанция WQXR – Ню Йорк включва новия диск на Андснес – Сибелиус (Sony Classical 88985 40850 – 2) в двадесетте най-добри записа на класическа музика за 2017 г.
На 1 март 2019 г. Лейф Уве Андснес и Камерен оркестър Малер обявяват нов проект: „Моцарт момент 1785/1786“ („MOZART MOMENTUM 1785/1786“).
В този нов проект с концерти и записи, който ще продължи четири години, Малер камерен оркестър и Лейф Уве Андснес ще обединят сили отново, за да изследват две забележителни години от историята на класическата музика.
Волфганг Амадеус Моцарт в тези години е във Виена и с ярките си творби осветява пътя към нова ера на концертите за пиано.
Андснес и Малер камерен оркестър ще изпълняват музиката на Моцарт в редица концерти и фестивали на три континента, започвайки през май 2019 г.
Първите концерти от проекта „Моцарт момент 1785/1786“ са във Франкфурт (11 и 12 май), Берлин (14 май), Гренобъл (16 май), Евиан (17 май), Париж (18 май) и Лисабон (19 май).

## Личен живот
Андснес става за първи път баща на дъщеря през юни 2010 г.
На 11 май 2013 г. Лейф Уве Андснес става баща на близнаци, поради което отлага редица свои концерти.

## Дискография

### Видеодискове (DVD)
- The Verbier Festival & Academy 10th Anniversary Piano Extravaganca (2004)

Фестивал и академия Вербие – десета годишнина. Пиано фантазии (2004)
Раздел пианисти
RCA Red Seal
- Leif Ove Andsnes plays Bach & Mozart (2005)

Лейф Уве Андснес свири Бах и Моцарт (2005)
Norwegian Chamber Orchestra
Норвежки камерен оркестър
EMI Classics 0946 3 10436 9 7
- Ballad For Edvard Grieg (2007)

Балада за Едвард Григ (2007)
EMI Classics 50999 5 12128 9 6
- The Cleveland Orchestra at Carnegie Hall (2007)

Кливландският симфоничен оркестър в Карнеги Хол (2007)
Dorothea Röschmann (sopran), The Cleveland Orchestra, Franz Welser-Möst (dirigent)
Доротея Рьошман (сопран), Кливландски симфоничен оркестър, Франц Велзер-Мьост (диригент)
Euroarts DVD NTSC 2056578
- Mussorgsky Pictures Reframed. Special edition book with DVD and CD (2009)

Картините на Мусоргски в нова рамка. Специално издание книга с DVD и CD (2009)
EMI Classics 50999 9 67005 2 5

### Компактдискове(CD)
- Nielsen: The Wind Chamber Music (1989)

Нилсен: Камерна музика за духови инструменти (1989)
The Bergen Wind Quintet etc.
Духов квинтет – Берген и др.
BIS-CD-428
- Prokofiev: Piano Concerto No. 3/Symphony No. 7 (1990)

Прокофиев: Концерт за пиано № 3/Симфония № 7 (1990)
Bergen Philharmonic Orchestra/Ole Kristian Ruud
Филхармония Берген/Уле Кристиан Рууд
Simax PSC 1060
- Chopin/Schumann: Cello Sonata, Adagio & Allegro etc. (1990)

Шопен/Шуман: Соната за виолончело, Адажио и Алегро и др. (1990)
Truls Mørk, cello
Трулс Мьорк, виолончело
Simax PSC 1063
- Janáček: Piano Sonata 1.X.1905 • In the Mists etc. (1991)

Яначек: Соната за пиано 1.X.1905 • В мъглите и др. (1991)
Virgin Classics 0777 7596392 2
- Grieg: Piano Concerto • Liszt: Piano Concerto No. 2 (1991)

Григ: Концерт за пиано • Лист: Концерт за пиано № 2 (1991)
Bergen Philharmonic Orchestra/Dmitri Kitayenko
Филхармония Берген/Дмитри Китаенко
Virgin Classics 0777 7596132 4
- Chopin: The Piano Sonatas (1992)

Шопен: Сонати за пиано (1992)
(2 CD) Virgin Classics 0777 7590722 3
- Grieg: Piano Sonata/Lyric Pieces (1993)

Григ: Соната за пиано/Лирични пиеси (1993)
Virgin Classics 0777 7 59300 2 3
- Brahms/Schumann: Viola Sonatas, Märchenbilder (1993)

Брамс/Шуман: Сонати за виола, Приказни картини (1993)
Lars Anders Tomter, viola
Ларс Андерс Томтер, виола
Virgin Classics 0 777 7 59309 2 4
- Janáček • Debussy • Ravel • Nielsen: Violin Sonatas (1995)

Яначек • Дебюси • Равел • Нилсен: Сонати за цигулка (1995)
Christian Tetzlaff, violin
Кристиан Тецлаф, цигулка
Virgin Classics 7243 5 45122 2 3
- Rachmaninov: Piano Concerto No. 3 (1995)

Рахманинов: Концерт за пиано № 3 (1995)
Oslo Philharmonic Orchestra/Paavo Berglund
Филхармония Осло/Пааво Берглунд
Virgin Classics 7243 5 45173 2 7
- Nielsen: Piano Pieces (1996)

Нилсен: Пиеси за пиано (1996)
Virgin Classics 7243 5 45129 2 6
- Schumann: Piano Sonata No. 1 • Fantasy (1997)

Шуман: Соната за пиано № 1 • Фантазия (1997)
EMI Classics 7243 5 56414 2 7
- Dan långje långje vettranåttæ/The long, long winter night (1998)

Дълга, дълга зимна нощ (1998)
EMI Classics 7243 5 56542 2 9 (Норвежка версия)
EMI Classics 7243 5 56541 2 (Международна версия)
- Brahms: Piano Concerto No. 1, etc. (1998)

Брамс: Концерт за пиано № 1 и др. (1998)
City of Birmingham Symphony Orchestra/Sir Simon Rattle
Симфоничен оркестър на град Бирмингам/Сър Саймън Ратъл
EMI Classics 7243 5 56583 2 6
- Szymanowski: Król Roger • Symphony No. 4 (1999)

Шимановски: Крал Роджър • Симфония № 4 (1999)
Симфоничен оркестър на град Бирмингам/Сър Саймън Ратъл и др.
(2 CD) EMI Classics 7243 5 56823 2 1
- Rachmaninov: Songs (1999)

Рахманинов: Песни (1999)
Dimitri Kharitonov, baritone
Димитри Харитонов, баритон
EMI Classics 7243 5 56814 2 3
- Haydn: Piano Sonatas (1999)

Хайдн: Сонати за пиано (1999)
EMI Classics 7243 5 56756 2 0
- Britten • Shostakovich • Enesco (1999)

Бритън • Шостакович • Енеску (1999)
City of Birmingham Symphony Orchestra/Sir Simon Rattle, etc.
Симфоничен оркестър на град Бирмингам/Сър Саймън Ратъл и др.
EMI Classics 7243 5 56760 2 3
- Haydn: Piano Concertos Nos. 3, 4 & 11 (2000)

Хайдн: Концерти за пиано №№ 3, 4 и 11 (2000)
Norwegian Chamber Orchestra
Норвежки камерен оркестър
EMI Classics 7243 5 56960 2 1
- Liszt: Piano Recital (2001)

Лист: Пиано рецитал (2001)
EMI Classics 7243 5 57002 2 3
- Grieg: Lyric Pieces (2002)

Григ: Лирични пиеси (2002)
EMI Classics 7243 5 57296 2 0
- Schubert: Piano Sonata, D. 959 • 4 Lieder (2002)

Шуберт: Соната за пиано, D. 959 • 4 песни (2002)
Ian Bostridge, tenor
Иън Бостридж, тенор
EMI Classics 7243 5 57266 2 9
- Schubert: Piano Sonata, D. 850 • 9 Lieder (2003)

Шуберт: Соната за пиано, D. 850 • 9 песни (2003)
Ian Bostridge, tenor
Иън Бостридж, тенор
EMI Classics 7243 5 57509 2 1 (САЩ и Великобритания)
EMI Classics 7243 5 57460 2 3 (Останалите страни)
- Grieg • Schumann • Piano Concertos (2003)

Григ • Шуман • Концерти за пиано (2003)
Berliner Philharmoniker/Mariss Jansons
Берлинска филхармония/Марис Янсонс
EMI Classics 7243 5 57562 2 0 (САЩ и Великобритания)
EMI Classics 7243 5 57486 2 1 (Останалите страни)
- Dvořák: Violin Concerto • Piano Quintet (2003)

Дворжак: Цигулков концерт • Пиано квинтет (2003)
London Symphony Orchestra/Sir Colin Davis; Sarah Chang, violin etc.
Лондонски симфоничен оркестър/сър Колин Дейвис; Сара Чанг, цигулка и др.
EMI Classics 7243 5 57521 2 3 (САЩ и Великобритания)
EMI Classics 7243 5 57439 2 3 (Останалите страни)
- Mozart: Piano Concertos 9 & 18 (2004)

Моцарт: Концерти за пиано № 9 и № 18 (2004)
Norwegian Chamber Orchestra
Норвежки камерен оркестър
EMI Classics 7243 5 57803 2 4
- Schubert: Winterreise (2004)

Шуберт: Зимно пътешествие (2004)
Ian Bostridge, tenor
Иън Бостридж, тенор
EMI Classics 7243 5 57790 2 1
- Bartók: Violin Sonatas (2004)

Барток: Сонати за цигулка (2004)
Christian Tetzlaff, violin
Кристиан Тецлаф, цигулка
EMI Records Ltd/Virgin Classics 7243 5 45668 2 0
- Bartók: The Piano Concertos (2005)

Барток: Концертите за пиано (2005)
Berliner Philharmoniker/Pierre Boulez etc.
Берлинска филхармония/Пиер Булез и др.
Deutsche Grammophon 289 477 5330
- Schubert: Piano Sonata D960 • 3 Lieder (2005)

Шуберт: Соната за пиано D960 • 3 песни (2005)
Ian Bostridge, tenor
Иън Бостридж, тенор
EMI Classics 7243 5 57901 2 5
- Rachmaninov: Piano Concertos 1 & 2 (2005)

Рахманинов: Концерти за пиано № 1 и № 2 (2005)
Berliner Philharmoniker/Antonio Pappano
Берлинска филхармония/Антонио Папано
EMI Classics 7243 4 74813 2 1
- Horizons (2006)

Хоризонти (2006)
EMI Classics 0946 3 41682 2 9
- Schubert: Piano Sonata D958 • Lieder • Fragments (2007)

Шуберт: Соната за пиано D958 • Песни • Откъси (2007)
Ian Bostridge, tenor
Иън Бостридж, тенор
EMI Classics 0946 3 84321 2 8
- Ballad for Edvard Grieg (2007)

Балада за Едвард Григ (2007)
EMI Classics 0946 3 94399 2 8
EMI Classics 0946 3 94399 5 9 (Цифров запис)
- Schumann • Brahms: Piano Quintets (2007)

Шуман • Брамс: Пиано квинтети (2007)
Artemis Quartet
Квартет Артемис
EMI Records Ltd/Virgin Classics 00946 395143 2 8
EMI Records Ltd/Virgin Classics 00946 395143 5 9 (Цифров запис)
- Mozart: Piano Concertos 17 & 20 (2008)

Моцарт: Концерти за пиано № 17 и № 20 (2008)
Norwegian Chamber Orchestra
Норвежки камерен оркестър
EMI Classics 50999 5 00281 2 2
- Schubert: Lieder (2008)

Шуберт: Песни (2008)
Ian Bostridge, tenor
Иън Бостридж, тенор
(2 CD) EMI Classics 50999 5 16443 2 1
- Shadows of Silence (2009)

Сенки на тишината (2009)
Symphonieorchester des Bayerischen Rundfunks/Franz Welser-Möst
Симфоничен оркестър на Баварското радио/Франц Велзер-Мьост
EMI Classics 50999 2 64182 2 3
- Mussorgsky: Pictures • Schumann: Kinderszenen (2009)

Мусоргски: Картини от една изложба • Шуман: Детски албум (2009)
EMI Classics 50999 6 98360 2 2
- Rachmaninov: Piano Concertos 3 & 4 (2010)

Рахманинов: Концерти за пиано № 3 и № 4 (2010)
London Symphony Orchestra/Antonio Pappano
Лондонски симфоничен оркестър/Антонио Папано
EMI Classics 50999 6 40516 2 8
- Schumann: Complete works for Piano Trio (2011)

Шуман: Пълно издание на произведенията за пиано трио (2011)
Christian Tetzlaff, violin
Tanja Tetzlaff, cello
Кристиан Тецлаф, цигулка
Таня Тецлаф, виолончело
EMI Classics 50999 0 94180 2 8
- The Very Best of Leif Ove Andsnes (2011)

2 CD selection from Leif Ove Andsnes' recordings on EMI Classics
Най-доброто от Лейф Уве Андснес (2011)
2 CD с избрани записи на Лейф Уве Андснес от EMI Classics
EMI Classics 50999 0 94787 2 5
- The Beethoven Journey

Beethoven – Piano Concertos No.1 & 3 (2012)
Пътешествие с Бетовен
Бетовен – Концерти за пиано №1 и №3 (2012)
Mahler Chamber Orchestra
Камерен оркестър Малер
Soloist&Conductor: Leif Ove Andsnes
Солист и диригент Лейф Уве Андснес
Sony Classical 88725420582
- The Beethoven Journey

Beethoven – Piano Concertos No.2 & 4 (2014)
Пътешествие с Бетовен
Бетовен – Концерти за пиано №2 и №4 (2014)
Mahler Chamber Orchestra
Камерен оркестър Малер
Soloist&Conductor: Leif Ove Andsnes
Солист и диригент Лейф Уве Андснес
Sony Classical 88883705482
- The Beethoven Journey

Piano Concerto No. 5 • Choral Fantasy (2014)
Пътешествие с Бетовен
Бетовен – Концерт за пиано №5 • Фантазия за пиано, хор и оркестър (2014)
Mahler Chamber Orchestra
Камерен оркестър Малер
Soloist&Conductor: Leif Ove Andsnes
Солист и диригент Лейф Уве Андснес
Sony Classical 88843 058862
- Leif Ove Andsnes: Sibelius (2017)

Лейф Уве Андснес: Сибелиус (2017)
Solo piano Leif Ove Andsnes
Соло пиано Лейф Уве Андснес
Sony Classical 88985 40850 – 2
- Leif Ove Andsnes: Stravinsky: The Rite of Spring • Concerto for Two Pianos • Circus Polka • Tango • Madrid (2018)

Лейф Уве Андснес: Стравински: Пролетно тайнство • Концерт за две пиана • Циркова полка • Танго • Мадрид (2018)
Marc-André Hamelin/Leif Ove Andsnes
Марк-Андре Хамлин (Амлен)/Лейф Уве Андснес
Hyperion CDA68189
- Schumann: Liederkreis Op. 24 & Kernerlieder, Op. 35 (2019)

Matthias Goerne (bass-baritone), Leif Ove Andsnes (piano)
Шуман: Песенен кръг, оп. 24 и Песни по стихове на Юстинус Кернер, оп. 35 (2019)
Матиас Гьорне (бас-баритон), Лейф Уве Андснес (пиано)
Harmonia Mundi HMM902353
- Mozart Momentum – 1785 (2021)

Leif Ove Andsnes (piano), Mahler Chamber Orchestra, Matthew Truscott (violin), Joel Hunter (viola), Frank-Michael Guthmann (cello)
Моцарт момент – 1785 (2021)
Лейф Уве Андснес (пиано), Камерен оркестър Малер, Матю Тръскот (цигулка), Джоел Хънтър (виола), Франк-Михаел Гутман (виолончело)
Sony Classical 19439742462 2 CD
Тук са посочени само оригиналните записи на Лейф Уве Андснес. Освен тях съществуват многобройни компилации от тези записи, както и негови изпълнения в дискове и с други изпълнители. Пълният списък с негови записи може да се намери на неговия сайт и в Discogs

## Награди и отличия
Лейф Уве Андснес е носител на много награди и отличия още от детска възраст. Тук са посочени някои от тези награди и отличия. Списък с наградите и отличията му може да намерите и на официалната му страница
- Първа награда на конкурса за млади пианисти (възрастова група 9 – 12 г.) (Норвегия, 1979)
- Втора награда на конкурса за млади пианисти (възрастова група 9 – 12 г.) (Норвегия, 1982)
- Втора награда на конкурса за млади пианисти (възрастова група 12 – 15 г.) (Норвегия, 1983)
- Първа награда на конкурса за млади пианисти (възрастова група 12 – 15 г.) (Норвегия, 1985)
- Награда Хиндемит (Германия, 1987)
- Музикална стипендия от фондация Маргит и Ели Мари Арвесен (Норвегия, 1987)
- Второ място в конкурса за млади музиканти на Евровизия в Амстердам (Холандия, 1988)
- Награда на музикалните критици за сезона 1987/1988 (Норвегия, 1988)
- Награда Григ (Норвегия, 1990)
- Награда на Немската звукозаписна критика за Яначек: Соната за пиано 1.X.1905 и др. (Германия, 1991)
- Носител на наградата Spellemannprisen 1991[12] за Григ: Концерт за пиано • Лист: Концерт за пиано № 2 (с Филхармонията на Берген) (Норвегия, 1992)
- Награда Дороти Чандлър за изпълнителско изкуство (САЩ, 1992)
- Носител на наградата Spellemannprisen 1992 в раздела камерна музика за Шопен: Сонати за пиано (Норвегия, 1993)
- Носител на наградата Spellemannprisen 1993 в раздела камерна музика за Григ: Пиано соната/Лирични пиеси (Норвегия, 1994)
- Награда на Немската звукозаписна критика за Шуман: Соната за пиано № 1 • Фантазия (Германия, 1997)
- Музикант на годината на Международния музикален фестивал в Берген (Норвегия, 1997)
- Артистична награда Гилмор (САЩ, 1997)
- „Choc de la Monde de la Musique“ за Брамс: Концерт за пиано № 1 и др. (Франция, 1998)
- Награда „Грамофон“ за концерт (Gramophone Concerto Award) за Хайдн: Концерти за пиано №№ 3, 4 и 11 (Великобритания, 2000)
- Награда на Кралското филхармонично дружество за най-добър инструменталист (Великобритания, 2000)
- Носител на Spellemannprisen 2000 в раздел класическа музика за Хайдн: Концерти за пиано №№ 3, 4 и 11 (Норвегия, 2001)
- Международна награда на „Музикална академия Киджи“ (Италия, 2001)
- Diapason d´or за Лист: Пиано рецитал (Франция, 2001)
- Носител на ордена „Свети Олаф“ (Норвегия, 2002)
- Носител на Spellemannprisen 2002 в раздел класическа музика за Шуберт: Пиано соната, D. 959 • 4 песни (Норвегия, 2003)
- Носител на Spellemannprisen 2003 в раздел класическа музика за Григ • Шуман • Концерти за пиано (Норвегия, 2004)
- Награда на Немската звукозаписна критика в категория „Концерти“ за Григ • Шуман • Концерти за пиано (Германия, 2004)
- Награда „Грамофон“ за концерт за Григ • Шуман • Концерти за пиано (Великобритания, 2004)
- Награда „Грамофон“ за концерт за Барток: Концерти за пиано (Великобритания, 2005)
- Носител на награда „Сибелиус“ (Норвегия, 2005)
- Награда Spellemannprisen 2005 за класическа музика за Рахманинов: Концерти за пиано № 1 и № 2 (Норвегия, 2006)
- Награда на МИДЕМ (MIDEM) за класическа музика за Барток: Концерти за пиано (Франция, 2006)
- Награда БРИТ за класическа музика (Classical Brit Award) в категория „Инструменталист на годината“ за Рахманинов: Концерти за пиано № 1 и № 2 (Англия, 2006)[13]
- Награда БРИТ за класическа музика (Classical Brit Award) в категория „Инструменталист на годината“ за „Хоризонти“ (Англия, 2007)[14]
- Награда Ехо класик за „Картините на Мусоргски в нова рамка (Pictures Reframed)“ (книга, CD и DVD) (Германия, 2010)
- Културна награда на в. Stavanger Aftenblad (Норвегия, 2010)
- Академична награда на списание Record Geijutsu в категория „Най-добър запис на концерт“ за Рахманинов: Концерти за пиано № 3 и № 4 (Япония, 2011)
- Носител на награда „Златен знак“ на сайта Klassiek Centraal[15] (Белгия) за Рахманинов: Концерти за пиано № 3 и № 4 (Белгия, 2011)
- Награда „Грамофон“ за камерна музика за Шуман: Пълно издание на произведенията за пиано трио (Великобритания, 2012)
- Награда Сесилия за Пътешествие с Бетовен, диск 1 (2013)
- Награда Spellemannprisen 2013 за Пътешествие с Бетовен, диск 1 (Норвегия, 2013)
- Награда за най-добър запис на годината от BBC Music Magazine за диск 2 от Пътешествие с Бетовен,[16] (Великобритания, 2015)
- Номинации за Грами (1998, 1999, 2001, 2003, 2005, 2006, 2009, 2011)
- Награда Сесилия 2019 за диска Schumann: Liederkreis Op. 24 & Kernerlieder, Op. 35 (2019), Matthias Goerne (bass-baritone), Leif Ove Andsnes (piano) [Шуман: Песенен кръг, оп. 24 и Песни по стихове на Юстинус Кернер, оп. 35 (2019), Матиас Гьорне (бас-баритон), Лейф Уве Андснес (пиано)]